# 5539 Limporyen
5539 Limporyen (1965 UA1) là một tiểu hành tinh vành đai chính được phát hiện ngày 16 tháng 10 năm 1965 bởi Đài thiên văn Tử Kim Sơn ở Nanking.